# إلدون برايس
إلدون برايس (بالإنجليزية: Eldon Price)‏ هو مدرب كرة سلة أمريكي، ولد في 14 سبتمبر 1939.